# Schwartzia weddelliana
Schwartzia weddelliana är en tvåhjärtbladig växtart som först beskrevs av Louis Antoine François Baillon, och fick sitt nu gällande namn av Bedell. Schwartzia weddelliana ingår i släktet Schwartzia och familjen Marcgraviaceae. Inga underarter finns listade i Catalogue of Life.